# À la une sur la 3
À la une sur la 3 est une émission d'information diffusée sur France 3 du 2 novembre 1992 à 1994, présentée par Christine Ockrent avec Philippe Alexandre, éditorialiste à RTL, et Serge July, directeur de Libération.
Il s'agit aussi de la première émission de débat et d'actualité diffusée sur France 3.
Elle parlait de l'actualité du jour et était diffusée le lundi après Soir 3.
À la une sur la 3 a été reconduite pour la saison 1994/1995 avec une nouvelle formule et restait hebdomadaire (le dimanche soir).